# Hospital General de Nuestra Señora de la Encarnación y San Roque
El Hospital General de Nuestra Señora de la Encarnación y San Roque (denominado en su época simplemente como Hospital General de Madrid, aunque fue denominado también como Hospital de la Anunciación de Nuestra Señora) fue una institución sanitaria ubicada en la villa de Madrid. Se encontraba ubicado al final de la calle carrera de San Jerónimo, en parte del área que ocupa en la actualidad la Plaza de las Cortes y el edificio de las Cortes. Se trataba inicialmente de un hospital para hombres. Sus orígenes datan del reinado de Felipe II siendo su primer rector Bernardino de Obregón, estuvo en servicio durante casi más de dos siglos hasta ser substituido por el Hospital General de Atocha.  

## Historia
En el año 1561 Felipe II asienta la Corte en la villa de Madrid. Entre las muchas reformas que aborda, una de ellas es la de agrupar las instituciones sanitarias, muy dispersas, en un Hospital General. Este primer intento de reagrupación sanitaria se realiza en el año 1587, concentrándose las Casas de Santa Catalina (denominadas también como Convento de Santa Catalina) cercanas al paseo del Prado, poniendo a su cargo al religioso Bernardino de Obregón. El Hospital debió de tener muy poco espacio ya desde los inicios y en 1603 Felipe III comienza a valorar su traslado. Ya en 1596 se denomina como Hospital de "la Anunciación de Nuestra Señora".
En 1748 dispone Fernando VI el traslado de la institución a un solar cercano situado al final de la calle Atocha, siendo el edificio diseñado por José de Hermosilla. Es muy posible que desapareciese en algún instante a finales del XVIII o a comienzos del XIX. En 1843 se inicia la construcción del edificio de las Cortes. El hospital General de Atocha pasará casi un siglo hasta construirse, durante un tiempo se continuó denominando  Hospital General de Nuestra Señora de la Encarnación y San Roque.